# Faktoriálisprím
A faktoriálisprímek olyan prímszámok, melyek eggyel kisebbek vagy nagyobbak egy faktoriálisnál (p = n!±1 prímszám). Az első néhány faktoriálisprím:
2 (0! + 1 vagy 1! + 1), 3 (2! + 1), 5 (3! − 1), 7 (3! + 1), 23 (4! − 1), 719 (6! − 1), 5039 (7! − 1), 39916801 (11! + 1), 479001599 (12! − 1), 87178291199 (14! − 1), ... (A088054 sorozat az OEIS-ben)
n! − 1 prím a következőkre (A002982 sorozat az OEIS-ben):
n = 3, 4, 6, 7, 12, 14, 30, 32, 33, 38, 94, 166, 324, 379, 469, 546, 974, 1963, 3507, 3610, 6917, 21480, 34790, 94550, 103040, 147855, 208003, ...
n! + 1 prím a következőkre (A002981 sorozat az OEIS-ben):
n = 0, 1, 2, 3, 11, 27, 37, 41, 73, 77, 116, 154, 320, 340, 399, 427, 872, 1477, 6380, 26951, 110059, 150209, 288459, 308084, 422429, ...
2022 januárjában más faktoriálisprím nem ismeretes. Nem tudni, hogy létezik-e végtelen számú faktoriálisprím.
Ha az n! egyik oldalán sem található prím, az azt jelenti, hogy legalább 2n+1 hosszúságban összetett számok következnek egymás után, hiszen n! ± k osztható k-val 2 ≤ k ≤ n esetben. Ilyen hosszúságú számsorozatot viszont általában jóval kisebb számokra is lehet találni (lásd prímszámhézag).